# Phthiria merlei
Phthiria merlei är en tvåvingeart som beskrevs av Zaitzev 2005. Phthiria merlei ingår i släktet Phthiria och familjen svävflugor.
Artens utbredningsområde är Marocko. Inga underarter finns listade i Catalogue of Life.